# Philander olrogi
A cuíca-de-quatro-olhos-de-Olrog (vernáculo artificial derivado das línguas espanhola e inglesa) (Philander olrogi) é uma espécie de marsupial da família Didelphidae, classificada entre as cuícas. Endêmica da Bolívia, onde pode ser encontrada dos departamentos de Beni e Santa Cruz. O registro feito em Loreto (Peru) pertence a espécie P. opossum.